# Terreiro do Paço no século XVII
Terreiro do Paço no século XVII é um quadro a óleo do pintor holandês Dirk Stoop, pintor na corte portuguesa. Inscrita no quadro encontra-se a assinatura do pintor, o ano de execução (1662), e a palavra "Londres", facto que leva a crer que terá sido provavelmente executada ou concluída nessa cidade.
É uma obra de grande importância iconográfica, constituindo uma das mais relevantes vistas do Terreiro do Paço e do Paço da Ribeira em meados do século XVII. A obra foi identificada como sendo uma eventual representação pictórica da chegada a Lisboa de D. Francisco de Melo e Torres (Embaixador Extraordinário de Portugal em Londres), após a assinatura do Tratado de Whitehall de 1661 com que se ultimaram as negociações para o casamento de Catarina de Bragança com Carlos II de Inglaterra. Deste modo, a composição sintetiza momentos-chave dos acontecimentos que antecederam a partida da Infanta para Inglaterra.
Como pano de fundo de toda a composição, encontra-se o Paço da Ribeira, destacando-se o torreão de Filippo Terzi, a Casa da Rainha, e a Galeria das Damas; ao fundo, sobressai o Convento de São Francisco da Cidade. Na praça, encontra-se um importante testemunho para o conhecimento da sociedade da época: deambulam crianças, cavaleiros, fidalgos, criados, homens do clero e diversos tipos populares (negros, criadas, e vendedoras). Junto ao chafariz no centro do quadro, encimado com uma estátua representando Apolo, alguns aguadeiros enchem bilhas enquanto outros se envolvem numa briga.. Igualmente, junto à arcaria do antigo Palácio da Ribeira, vêem-se soldados portugueses a praticar tiro pois estava-se então em plena Guerra da Restauração.
Os cavaleiros em primeiro plano não estão positivamente identificados, embora se levante a possibilidade de o que se encontra mais destacado ser o encomendador da obra. A figura que se encontra no maior dos coches é D. Francisco de Melo e Torres, ostentando uma capa com a Cruz de Cristo; ao lado direito da composição, a guarda real presta honras militares à sua chegada. No centro da composição, próximo do chafariz de Apolo e passando quase despercebidas surgem as figuras centrais da narrativa pictórica: D. Catarina de Bragança, passeando com a sua mãe, D. Luísa de Gusmão, e uma dama de companhia vestida de monja (possivelmente D. Isabel da Madre de Deus). Junto ao rio, à esquerda, representa-se o embarque do dote de D. Catarina, supervisionado por ingleses.